# Himantozoum emaciatum
Himantozoum emaciatum är en mossdjursart som beskrevs av Harmer 1926. Himantozoum emaciatum ingår i släktet Himantozoum och familjen Bugulidae. Inga underarter finns listade i Catalogue of Life.